# Ahmed Kendouci
Ahmed Kendouci (in arabo أحمد قندوسي‎?; Ghriss, 22 giugno 1999) è un calciatore algerino, centrocampista del Ceramica Cleopatra, in prestito dall'Al-Ahly, e della nazionale algerina.

## Caratteristiche tecniche
È un trequartista.

## Carriera

### Club
Nel 2018 viene tesserato dall'ES Sétif, che nel 2019 lo aggrega alla prima squadra. Il 28 gennaio 2023 firma un contratto di quattro anni e mezzo con l'Al-Ahly.

### Nazionale
Esordisce in nazionale il 17 giugno 2021 contro la Liberia in amichevole, subentrando al 63' al posto di Amir Sayoud.

## Statistiche

### Presenze e reti nei club
Statistiche aggiornate al 28 gennaio 2023.
| Stagione        | Squadra         | Campionato      | Campionato | Campionato | Coppe nazionali | Coppe nazionali | Coppe nazionali | Coppe continentali | Coppe continentali | Coppe continentali | Altre coppe | Altre coppe | Altre coppe | Totale | Totale |
| Stagione        | Squadra         | Comp            | Pres       | Reti       | Comp            | Pres            | Reti            | Comp               | Pres               | Reti               | Comp        | Pres        | Reti        | Pres   | Reti   |
| --------------- | --------------- | --------------- | ---------- | ---------- | --------------- | --------------- | --------------- | ------------------ | ------------------ | ------------------ | ----------- | ----------- | ----------- | ------ | ------ |
| 2018-2019       | ES Sétif        | L1              | 5          | 0          | CA              | 0               | 0               | -                  | -                  | -                  | -           | -           | -           | 5      | 0      |
| 2019-2020       | ES Sétif        | L1              | 13         | 2          | CA              | 3               | 1               | -                  | -                  | -                  | -           | -           | -           | 16     | 3      |
| 2020-2021       | ES Sétif        | L1              | 34         | 10         | CA              | 0               | 0               | CC                 | 8                  | 1                  | -           | -           | -           | 42     | 11     |
| 2021-2022       | ES Sétif        | L1              | 29         | 6          | CA              | 0               | 0               | CCL                | 14                 | 2                  | -           | -           | -           | 43     | 8      |
| 2022-gen. 2023  | ES Sétif        | L1              | 11         | 8          | CA              | 0               | 0               | -                  | -                  | -                  | -           | -           | -           | 11     | 8      |
| Totale ES Sétif | Totale ES Sétif | Totale ES Sétif | 92         | 26         |                 | 3               | 1               |                    | 22                 | 3                  |             | -           | -           | 117    | 30     |
| gen.-giu. 2023  | Al-Ahly         | PL              | 0          | 0          | CE              | 0               | 0               | CCL                | 0                  | 0                  | SE+Cmc      | 0           | 0           | 0      | 0      |
| Totale carriera | Totale carriera | Totale carriera | 92         | 26         |                 | 3               | 1               |                    | 22                 | 3                  |             | -           | -           | 117    | 30     |

### Cronologia presenze e reti in nazionale
| Cronologia completa delle presenze e delle reti in nazionale ― Algeria | Cronologia completa delle presenze e delle reti in nazionale ― Algeria | Cronologia completa delle presenze e delle reti in nazionale ― Algeria | Cronologia completa delle presenze e delle reti in nazionale ― Algeria | Cronologia completa delle presenze e delle reti in nazionale ― Algeria | Cronologia completa delle presenze e delle reti in nazionale ― Algeria | Cronologia completa delle presenze e delle reti in nazionale ― Algeria | Cronologia completa delle presenze e delle reti in nazionale ― Algeria |
| Data                                                                   | Città                                                                  | In casa                                                                | Risultato                                                              | Ospiti                                                                 | Competizione                                                           | Reti                                                                   | Note                                                                   |
| ---------------------------------------------------------------------- | ---------------------------------------------------------------------- | ---------------------------------------------------------------------- | ---------------------------------------------------------------------- | ---------------------------------------------------------------------- | ---------------------------------------------------------------------- | ---------------------------------------------------------------------- | ---------------------------------------------------------------------- |
| 17-6-2021                                                              | Bir El Djir                                                            | Algeria                                                                | 5 – 1                                                                  | Liberia                                                                | Amichevole                                                             | -                                                                      | 63’                                                                    |
| 13-1-2023                                                              | Algeri                                                                 | Algeria                                                                | 1 – 0                                                                  | Libia                                                                  | Campionato delle Nazioni Africane 2022 - 1º turno                      | -                                                                      |                                                                        |
| 17-1-2023                                                              | Algeri                                                                 | Algeria                                                                | 1 – 0                                                                  | Etiopia                                                                | Campionato delle Nazioni Africane 2022 - 1º turno                      | -                                                                      | 78’                                                                    |
| 27-1-2023                                                              | Algeri                                                                 | Algeria                                                                | 1 – 0                                                                  | Costa d'Avorio                                                         | Campionato delle Nazioni Africane 2022 - Quarti di finale              | -                                                                      | 23’                                                                    |
| 31-1-2023                                                              | Algeri                                                                 | Algeria                                                                | 5 – 0                                                                  | Niger                                                                  | Campionato delle Nazioni Africane 2022 - Semifinale                    | -                                                                      | 69’                                                                    |
| 4-2-2023                                                               | Algeri                                                                 | Algeria                                                                | 0 – 0 dts (4 – 5 dtr)                                                  | Senegal                                                                | Campionato delle Nazioni Africane 2022 - Finale                        | -                                                                      | 68’ 75’                                                                |
| 22-3-2024                                                              | Baraki                                                                 | Algeria                                                                | 3 – 2                                                                  | Bolivia                                                                | Amichevole                                                             | -                                                                      | 77’                                                                    |
| 26-3-2024                                                              | Baraki                                                                 | Algeria                                                                | 3 – 3                                                                  | Sudafrica                                                              | Amichevole                                                             | -                                                                      | 46’                                                                    |
| 10-6-2024                                                              | Kampala                                                                | Uganda                                                                 | 1 – 2                                                                  | Algeria                                                                | Qual. Mondiali 2026                                                    | -                                                                      | 85’                                                                    |
| 10-9-2024                                                              | Monrovia                                                               | Liberia                                                                | 0 – 3                                                                  | Algeria                                                                | Qual. Coppa d'Africa 2025                                              | -                                                                      | 76’                                                                    |
| 14-11-2024                                                             | Malabo                                                                 | Guinea Equatoriale                                                     | 0 – 0                                                                  | Algeria                                                                | Qual. Coppa d'Africa 2025                                              | -                                                                      | 70’                                                                    |
| 17-11-2024                                                             | Tizi Ouzou                                                             | Algeria                                                                | 5 – 1                                                                  | Liberia                                                                | Qual. Coppa d'Africa 2025                                              | -                                                                      |                                                                        |
| 21-3-2025                                                              | Francistown                                                            | Botswana                                                               | 1 – 3                                                                  | Algeria                                                                | Qual. Mondiali 2026                                                    | -                                                                      | 83’                                                                    |
| 25-3-2025                                                              | Tizi Ouzou                                                             | Algeria                                                                | 5 – 1                                                                  | Mozambico                                                              | Qual. Mondiali 2026                                                    | -                                                                      |                                                                        |
| Totale                                                                 |                                                                        | Presenze                                                               | 14                                                                     |                                                                        | Reti                                                                   | 0                                                                      |                                                                        |

## Palmarès

### Club

#### Competizioni nazionali
- Coppa d'Egitto: 1

Al-Ahly: 2021-2022
- Supercoppa d'Egitto: 1

Al-Ahly: 2022
- Campionato egiziano: 1

Al-Ahly: 2022-2023

#### Competizioni internazionali
- CAF Champions League: 1

Al-Ahly: 2022-2023